# Troels Kløvedal og Nordkaperen i det Indiske Ocean - Op langs Malabarkysten
|  | Denne artikel er oprettet af botten PalnaBot ud fra en ekstern database. Den kan derfor have sproglige fejl eller mangler. Denne skabelon kan fjernes efter kontrol af indholdet. |

Troels Kløvedal og Nordkaperen i det Indiske Ocean - Op langs Malabarkysten er en dokumentarfilm fra 1994 instrueret af Ulrik Bolt Jørgensen efter manuskript af Troels Kløvedal, Ulrik Bolt Jørgensen.

## Handling
Det er mandag den 13. december, Det Indiske Ocean, 6 grader og 22 minutter nordlig bredde. I fem døgn har Nordkaperen været på havet. Troels Kløvedal beretter om hverdagslivet om bord, om rutiner med småreparationer, navigering, madlavning og vagtskifter. Mange steder er forbundne med minder, både gode, og dårlige, men det dyrebare venskab er det, der redder én. Venner er vidner til ens liv. Nordkaperen lægger til i Cochin i Sydindien, og alt det praktiske skal ordnes. Men der også tid til at møde indiske forfattere og diskutere hinduisme, at opleve en 6000 år gammel kampsport, teater med kun mænd i rollerne og studere skibsbyggeri, som har interesseret Troels Kløvedal siden lærlingetiden på Helsingør skibsværft.